# Manuel María Caballero
Manuel María Caballero is een provincie in het westen van het departement Santa Cruz in Bolivia. De provincie heeft een oppervlakte van 2310 km² en heeft 23.267 inwoners (2012). De hoofdstad is Comarapa.
Manuel María Caballero is verdeeld in twee gemeenten:
- Comarapa
- Saipina

Andrés Ibáñez · 
Ángel Sandoval · 
Chiquitos · 
Cordillera · 
Florida · 
Germán Busch · 
Guarayos · 
Ichilo · 
Ignacio Warnes · 
José Miguel de Velasco · 
Manuel María Caballero · 
Ñuflo de Chávez · 
Obispo Santistevan · 
Sara · 
Vallegrande